# Hanna Trojanowska
Hanna Trojanowska (ur. 14 czerwca 1958 w Bydgoszczy) – polska inżynier energetyk, menedżer i urzędnik państwowy, w latach 2009–2014 podsekretarz stanu w Ministerstwie Gospodarki i pełnomocnik rządu ds. polskiej energetyki jądrowej.

## Życiorys
Ukończyła studia na Wydziale Elektrycznym Politechniki Praskiej ze specjalnością energetyka jądrowa. Odbyła staż projektowy w Instytucie Energii Atomowej w Świerku. Ukończyła kurs doskonalenia zawodowego „Zarządzanie Strategiczne w Firmie” na Uniwersytecie Technologicznym w Kolonii i podyplomowe studium menedżerskie w Szkole Głównej Handlowej w Warszawie.
W latach 1982–1991 pracowała jako asystent projektanta i projektant w gdańskim i warszawskim oddziale Biura Studiów i Projektów Energetycznych „Energoprojekt”. Od 1990 do 1991 była stypendystką Międzynarodowej Agencji Energii Atomowej m.in. w Departamencie Bezpieczeństwa Jądrowego w Wielkiej Brytanii i UK Nuclear Electric. Od 1991 do 1997 pracował jako główny specjalista ds. instalacji odsiarczania spalin w Fundacji Ochrony Powietrza Atmosferycznego w Warszawie. Od 1997 zatrudniona w Polskich Sieciach Elektroenergetycznych S.A. (od 2007 PGE Polska Grupa Energetyczna), pracowała na stanowiskach: Dyrektora Departamentu Współpracy z Zagranicą, Dyrektora Departamentu Spraw Międzynarodowych i Nowych Technologii, Dyrektora Departamentu Badań i Rozwoju i ostatecznie Dyrektora Departamentu Energetyki Atomowej.
Należy do organizacji branżowych: m.in. Polskiego Towarzystwa Nukleonicznego (w którym jest członkiem Rady Zarządzającej), Rady do spraw Atomistyki, Polskiego Komitetu Światowej Rady Energetycznej, Polskiego Komitetu Energii Elektrycznej, a także Rady Naukowej Instytutu Chemii i Techniki Jądrowej w Warszawie.
15 maja 2009 powołana na stanowisko podsekretarza stanu w Ministerstwie Gospodarki i pełnomocnika rządu ds. polskiej energetyki jądrowej. Odwołana z obydwu funkcji 11 kwietnia 2014.
Zna biegle język angielski i czeski.